# Rugops
Rugops este un gen de dinozaur teropod din clada abelisaur care traia in ce este acum Africa (Maroc și Nigeria) aproximativ 95 de milioane de ani in urmă, in timpul stadiului Cenomanian a erei Cretacic tărzie.

### Descriere
Chiar dacă cunoscut doar mulțumită unui craniu parțial găsit în Formația Echkar și unui maxilar găsit în Paturile Kem Kem, Rugops a fost inițial estimat a fii de 6 metri (19.7 picioare) lungime și 750 kilograme greutatate bazat pe  o comparație cu relativii săi. Alte estimări sugerează o lungime revizată de 4.4 metri (14.4 picioare). Alți autori au sugerat că masura 5.3 metri (17.4 picioare) lungime și 410 kg greutate. Craniul era lung 31.5 centimetre. Paul Sereno, conducătorul echipei care a descoperit fosilele, a spus că "Nu este tipul de craniu desemnat pentru luptă sau framăntarea oaselor", sugerănd că ar fi putut fi un devorator de cadavre. Partea superioară a craniului prezintă două perechi de șapte găuri, cu un scop necunoscut, chiar dacă Sereno a speculat că acolo ar putea fi ancorat un fel de creastă sau corn, din cauza a prezenței masive de vase de sănge.
Precum alți Abelisauri, Rugops probabil avea brațe foarte mici, probabil vestigiale. Aceste probabil erau nefolositoare în luptă, și ar fi putut fi folosite doar la controbalanșarea capului.

### Paleocologie
Descoperirea craniului Rugops-ului în Nigeria în anii 2000 a fost o dezvoltare crucială în înțelegerea evoluției teropozilor din localitate, și a demonstrat că continentul era încă unit cu Gondwana în acel stadiu al istoriei. Rugops a trait în aceeași localitate și perioadă geologică cu Spinosaurus, Carcharodontosaurus și Deltadromeus.